# Peuet Sague
De Peuet Sague is een complexe vulkaan op het eiland Sumatra in Indonesië. De vulkaan heeft een viertal toppen waarvan de hoogste tot 2785 meter reikt.
De Peuet Sague is een actieve vulkaan die in de recente geschiedenis freatische erupties heeft voortgebracht, veelal met een waarde van 1 tot 2 in de vulkanische-explosiviteitsindex (VEI). De laatste uitbarsting dateert van december 2000. Eerdere erupties werden geregistreerd in 1918-1921, 1979, 1986, 1991, 1998 en 1999.
De vulkaan bevindt zich in het regentschap Pidie, provincie Atjeh.